# Vườn quốc gia Ba Vì
Vườn quốc gia Ba Vì là một vườn quốc gia ở Việt Nam, được thành lập năm 1991 theo quyết định số 17-CT ngày 16 tháng 1 năm 1991 của Chủ tịch Hội đồng Bộ trưởng Việt Nam.

## Vị trí địa lý
Vườn quốc gia Ba Vì nằm trên khu vực dãy núi Ba Vì thuộc huyện Ba Vì, thành phố Hà Nội và thành phố Hòa Bình, tỉnh Hòa Bình với diện tích 10.814,6 ha, cách Sơn Tây, Hà Nội 15 km và cách trung tâm Hà Nội 50 km về phía tây.
Từ đầu thế kỉ 20, Ba Vì đã là địa danh nổi tiếng nhờ sự đa dạng của các hệ sinh thái và có phong cảnh đẹp, khí hậu mát mẻ. Vườn quốc gia này nằm trong dãy núi cao chạy dọc theo hướng đông bắc-tây nam với đỉnh Vua cao 1.296 m, đỉnh Tản Viên cao 1.227m, đỉnh Ngọc Hoa cao 1.131 m.
Khu vực Vườn quốc gia Ba Vì hiện nay là một ngọn núi lửa cổ, lần hoạt động gần nhất cách đây gần 200 triệu năm.

## Động-thực vật
Về động vật, có 45 loài thú, 115 loài chim, 61 loài bò sát và 27 loài ếch nhái, trong đó có nhiều loài quý hiếm có tên trong Sách đỏ Việt Nam và thế giới như gà lôi trắng, khỉ, báo, gấu, sóc bay, v.v. Hiện tại, người ta đã biết trên 1.000 loài thực vật, trong số đó có khoảng 200 loài cây dược liệu, nhiều loài quý như bách xanh, thông, dẻ, lát hoa.

## Tiêu cực
Ngày ngày 29 tháng 2 năm 2016, Bộ trưởng Bộ NN&PTNT Cao Đức Phát đã chỉ đạo đình chỉ xây dựng công trình khu nghỉ dưỡng Le Mont Bavi Resort & Spa tại Vườn quốc gia Ba Vì (Hà Nội), yêu cầu Tổng cục Lâm nghiệp thành lập ngay đoàn thanh tra, làm rõ vi phạm tại công trình resort. Công trình Le Mont Bavi Resort & Spa do Công ty TNHH Phát triển công nghệ (CFTD) làm chủ đầu tư tọa lạc ở độ cao 600 m (cốt 600) giữa VQG Ba Vì. Đây là khu nghỉ dưỡng 4 sao bề thế với hàng chục khách sạn, biệt thự, bể bơi... đã gần như hoàn tất và đưa vào sử dụng. Theo báo Tuổi Trẻ, ban giám đốc Vườn quốc gia Ba Vì (thuộc Bộ NN&PTNT) đã nhận của Công ty TNHH Phát triển công nghệ 8 tỉ đồng và giao 53ha đất rừng cho doanh nghiệp xây dựng khu resort này với thời hạn 50 năm.
Ngoài khu nghỉ dưỡng Le Mont Ba Vì Resort & Spa trong Vườn Quốc gia Ba Vì, Khu nghỉ dưỡng Điền Viên Thôn (xã Yên Bài, huyện Ba Vì) với 59 biệt thự vừa bị Sở Xây dựng Hà Nội thanh tra, trách nhiệm thuộc UBND huyện Ba Vì, Chủ tịch UBND xã Yên Bài, và các phòng, ban chuyên môn của huyện.
Ngoài ra còn hai khu biệt thự cũng được xây dựng, một tại đồi Đá Bạc, xã Yên Bài (27 căn), một tại thôn Bơn, xã Vân Hòa (25 căn), huyện Ba Vì cũng được phát hiện xây không phép ngay từ năm 2013. 

Ngày 29/7, ông Cao Chí Công, Phó Tổng cục trưởng Tổng cục Lâm nghiệp, cho hay, đã có kết luận của vụ việc này, nhưng chưa thể công bố. Hiện dự thảo đang gửi Ban cán sự Đảng (Bộ NNPTNT) xin ý kiến.

## Hình ảnh

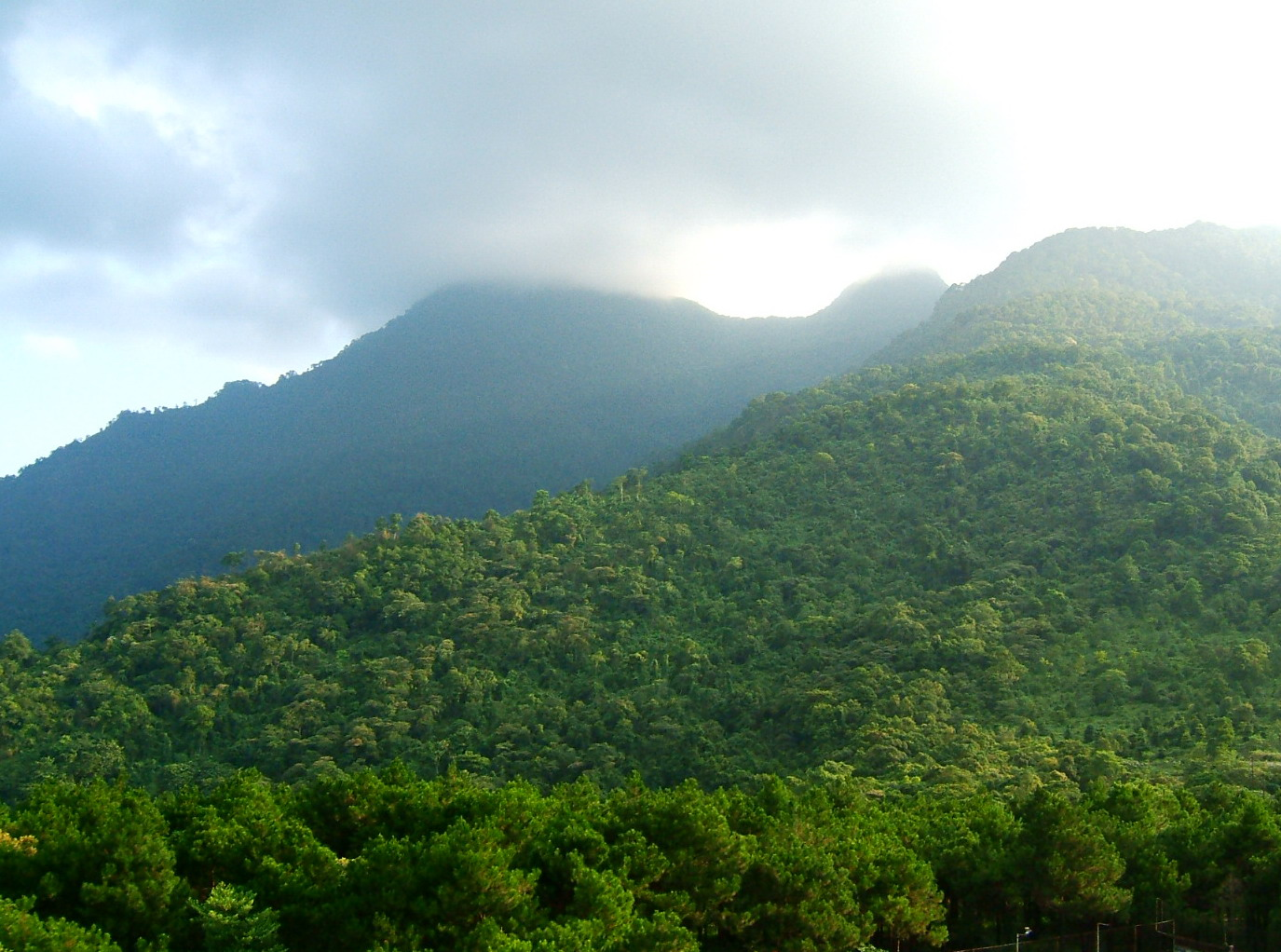
Ba đỉnh núi cao nhất trong dãy núi Ba Vì: núi Vua (1,296 m) núi Tản Viên (1,226 m) và Ngọc Hoa (1,120 m).
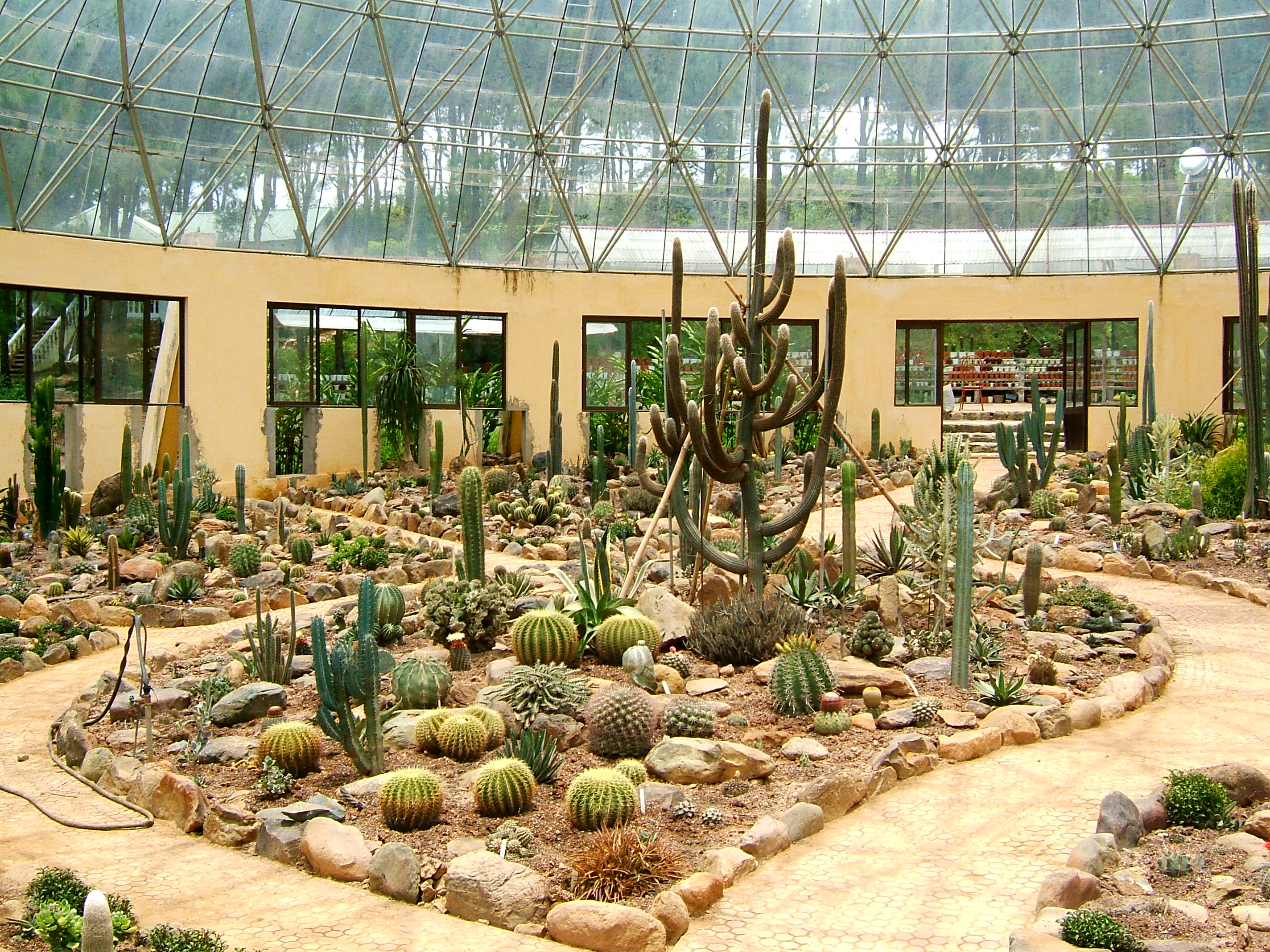
Vườn ươm thạch thảo và xương rồng trong Vườn quốc gia Ba Vì
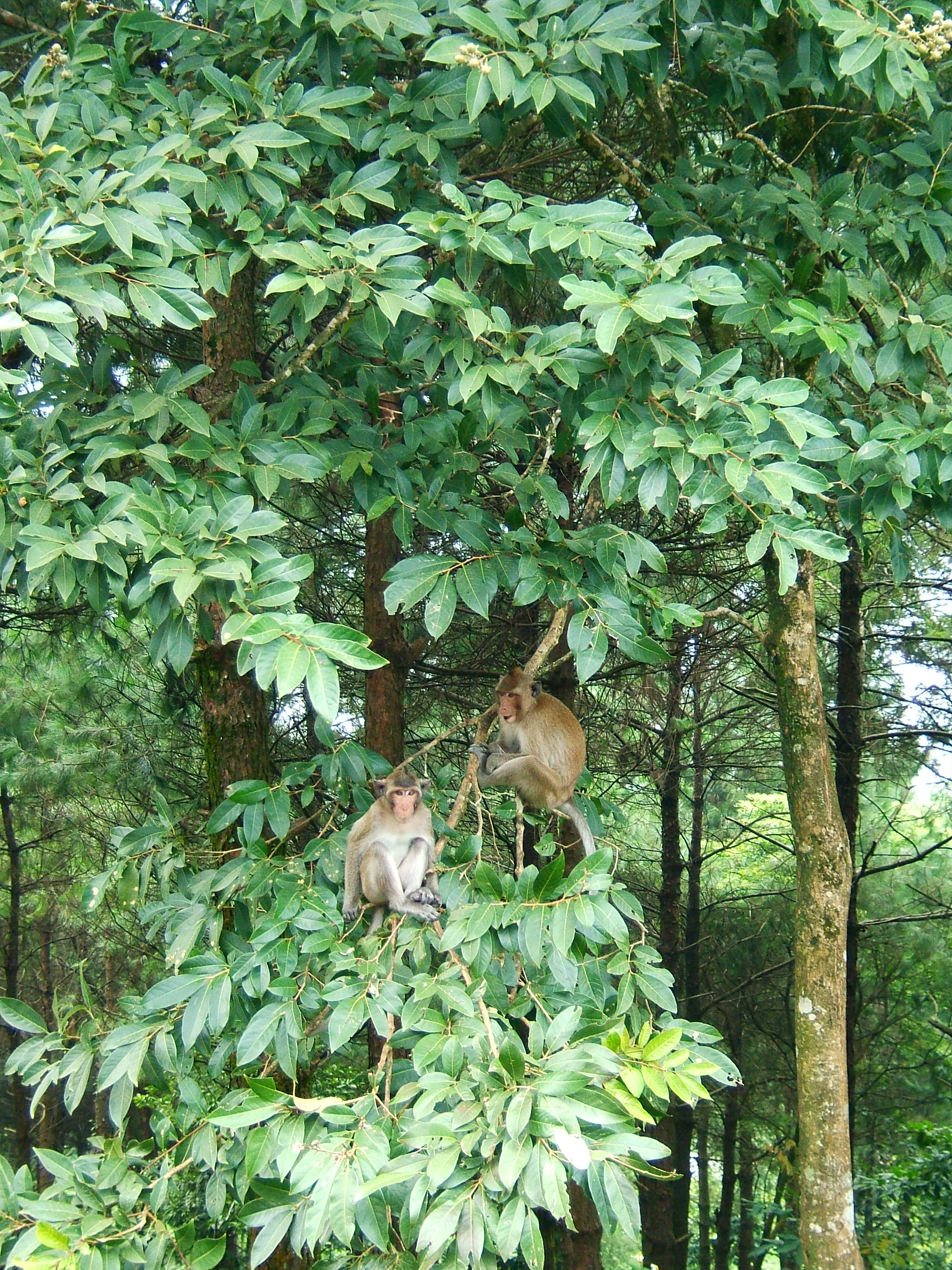
Khỉ thả rông trong vườn quốc gia Ba Vì
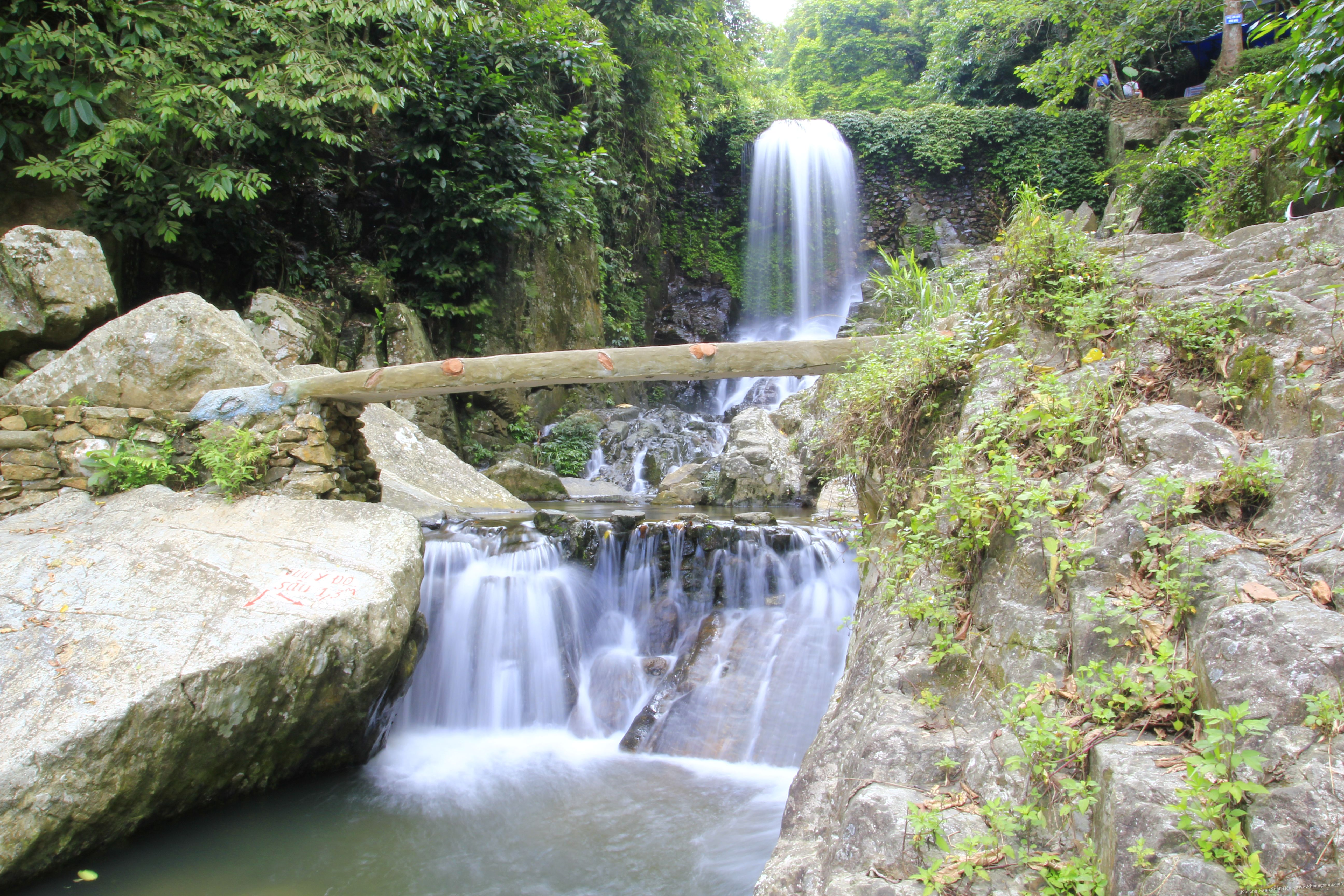
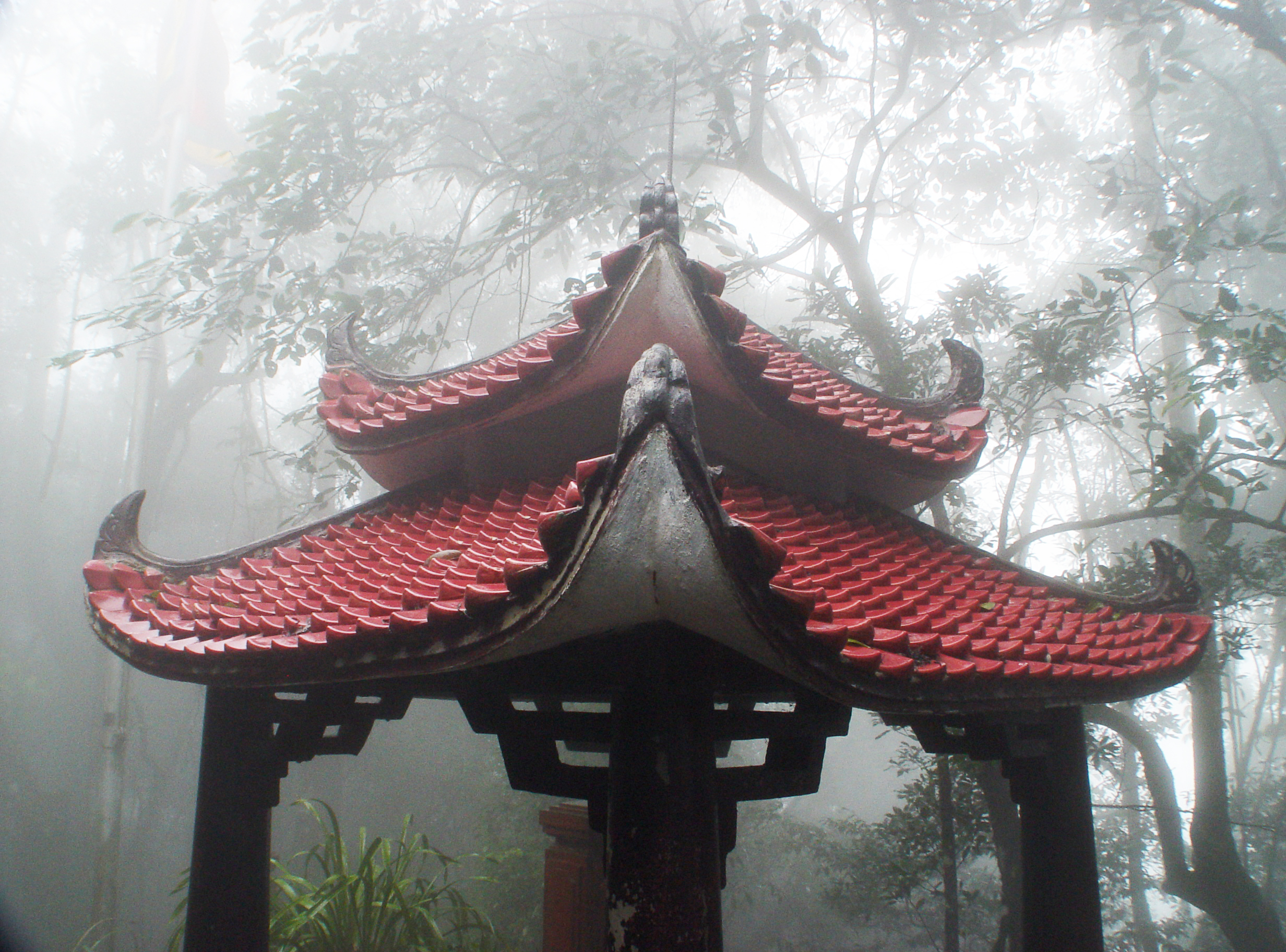